# Беллок Лаундз, Мари Аделаид
Мари Аделаид Элизабет Райнер Лаундз (англ. Marie Adelaide Elizabeth Rayner Lowndes; урожденная Беллок (англ. Belloc); 5 августа 1868 ― 14 ноября 1947) ― английская писательница.
Писала в жанре психологического романа. Три её произведения были экранизированы: Жилец (The Lodger, 1913; несколько экранизаций), Летти Линтон (Letty Lynton, 1931; экранизирован в 1932), История Айви (The Story of Ivy, 1927; экранизирован в 1947). По мотивам «Жильца» также была поставлена радиопостановка в 1940 году и опера ― в 1960 году.

## Личная жизнь
Мари Беллок родилась в квартале Лондона Марилебон. Детство провела в Ла Сель-Сен-Клу, Франция, Она была единственной дочерью французского адвоката Луи Беллока и английской феминистки Бесси Паркес. Её младшим братом был Хилэр Беллок. Ему она посвятила свою последнюю работу под названием Молодой Хилэр Беллок (The Young Hilaire Belloc; опубликована посмертно в 1956 году). Дедом Мари по отцовской линии был французский художник Жан-Илер Беллок, а со стороны матери её прапрадедом был теолог и философ Джозеф Пристли. Мать Мари умерла в 1925 году, на 53 года пережив своего супруга.
В 1896 году вышла замуж за Фредерика Сэври Лаундза (1868―1940).

## Писательская карьера
Первым её сочинениям стала биография под названием «Его королевское высочество принц Уэльский: заметки о Его успехе» (H.R.H. The Prince of Wales: An Account of His Career), опубликованная в 1898 году. После этого она переключилась на романы, мемуары и пьесы, которые сочиняла с поразительной быстротой (обычно по одному произведению в год) и продолжала писательскую деятельность до 1946 года. Всего написала более сорока романов: в основном это были детективы, сюжеты которых основывались на реальных событиях; хотя в то же время она возражала против того, чтобы её называли писательницей детективов.
В 1920 году она написала предисловие к последней книге её давней подруги Роды Броутон «Дурак в ее безумии» (англ. A Fool in Her Folly), которая была напечатана уже после смерти автора.
Мать Мери Лаундз скончалась в 1925 году, спустя пятьдесят три года после смерти мужа. В мемуарах Лаундз «Я тоже жила в Аркадии» (I, too, Have Lived in Arcadia), опубликованных в 1942 году, она поведала историю жизни своей матери, основываясь в основном на старых семейных письмах и её собственных воспоминаниях о жизни во Франции. Вторая автобиографии писательницы, Где любовь и дружба поселились (Where love and friendship dwelt), была опубликована посмертно в 1948 году.
Эрнест Хемингуэй лестно отзывался о творчестве Лаундз, отмечая её глубокое понимание женской психологии.

## Смерть
Мари Лаундз умерла 14 ноября 1947 года в доме своей старшей дочери, графини Иддесли (жены 3-го графа) в Эверсли-Кросс, графство Гэмпшир, и была похоронена во Франции, в Ла-Сель-Сен-Клу близ Версаля, где она провела свою молодость.

## Адаптации произведений

### Экранизации
- Жилец, самый известный её роман (1913), основанный на истории, рассказанной британским художником Уолтером Сикертом, была экранизирован несколько раз: первым фильмом была немая картина Альфреда Хичкока Жилец (1927). Второй фильм снял Морис Элвей в 1932 году, затем Джон Брам в 1944 году; также по мотивам романа был снят Человек на чердаке (1953), и фильм Давида Ондатье под названием Жилец (2009).
- Роман Летти Линтон (1931) был экранизирован в 1932 году под тем же названием. В главной роли ― Джоан Кроуфорд.
- Её роман История Айви (1927) был экранизирован в 1947 году под названием Айви (1947). В главной роли ― Джоан Фонтейн.

### Опера
- Жилец ― опера Филлиса Тейта 1960 года.

### Радио
- Альфред Хичкок также работал над радиоадаптацией ряда произведений Лаунд в 1940 году для радиостанции CBS.

## Сочинения
- H.R.H. The Prince of Wales: an account of his career. New York & London (1898 as Anon, rev. 1901 as His Most Gracious Majesty King Edward VII)
- The philosophy of the Marquise (1899)
- T.R.H. The Prince and Princess of Wales (1902, as Anon.)
- The Heart of Penelope (1904, New York 1915)
- Barbara Rebell (1905, New York 1907)
- The Pulse of Life: a story of a passing world (1908, New York 1909)
- Studies in Wives (1909, New York 1910)
- The Uttermost Farthing (1908, New York 1910)
- According to Meredith (1909)
- Studies in Wives. Short Stories (1909)
- When No Man Pursueth: an everyday story (1910, New York 1911)
- Jane Oglander (1911, New York 1911)
- Mary Pechell (1912, New York 1912)
- The Chink in the Armour (1912, New York 1912, London 1935 as The house of peril)
- The End of Her Honeymoon (New York 1913, London 1914)
- Studies in Love and Terror (1913, New York 1913)
- The Lodger (1913, New York 1913) made into a film by Alfred Hitchcock with Ivor Novello in 1927.
- Noted Murder Mysteries (1914 as by 'Philip Curtin')
- Told in Gallant Deeds: A Child's History of the War (1914)
- Good Old Anna (1915, New York 1916)
- Price of Admiralty (1915)
- The Red Cross Barge (1916, New York 1918)
- Lilla: A Part of Her Life (1916, New York 1917)
- Love and hatred (1917, New York 1917)
- Out of the War (1918, 1934 as The gentleman anonymous)
- The Lonely House (1920, New York 1920)
- From the Vast Deep (1920, New York 1921 as From out the vasty deep)
- What Timmy Did (1921, New York 1922)
- Why They Married (1922)
- The Philanderer (1923)
- The Terriford Mystery (1924, Garden City NY 1924)
- Some Men and Women (1925, Garden City NY 1928)
- Afterwards (1925)
- Bread of Deceit (1925, Garden City NY 1928 as Afterwards)
- What Really Happened (1926, Garden City NY 1926, London 1932 as a play)
- Thou Shalt Not Kill (1927)
- The Story of Ivy (1927, Garden City NY 1928)
- Cressida: no mystery (1928, New York 1930)
- Duchess Laura: certain days of her life (1929, New York 1933 as The duchess Intervenes)
- One of Those Ways (1929)
- Love's Revenge (1929)
- The Key: A Love Drama in Three Acts (1930)
- With All John's Love: A Play in Three Acts (1930)
- Letty Lynton (1931, New York 1931) made into a film by MGM with Joan Crawford in 1932.
- Vanderlyn's Adventure (New York 1931, London 1937 as The house by the sea)
- Why Be Lonely? A Comedy in Three Acts", (1931 with F. S. A. Lowndes)
- Jenny Newstead (1932 New York 1932)
- Love is a Flame (1932)
- The Reason Why (1932)
- Dutchess Laura: further days of her life (New York 1933)
- Another Man's Wife (1934, New York 1934)
- The Chianti Flask (New York 1934, London 1935)
- Who Rides on a Tiger (New York 1935, London 1936)
- The Second Key (New York 1936, London 1939 as The injured lover)
- And Call it Accident (New York 1936, London 1939 as And call it an accident)
- The House by the Sea (1937)
- The Marriage Broker (1937, New York 1937 as The fortune of Bridget Malone)
- Motive (1938)
- Empress Eugenie: a three-act play (New York 1938)
- Motive (1938, New York 1938 as Why it happened)
- Reckless Angel (New York 1939)
- Lizzie Borden: A Study in Conjecture (New York: Longmans, Green and Co., 1939, London 1940)
- The Christine Diamond (New York & London 1940)
- Before the Storm (New York 1941)
- I, too, have lived in Arcadia: a record of Love and Childhood (1941, New York 1942)
- What of the Night? (New York 1943)
- Where Love and Friendship Dwelt (1943, New York 1943)
- The Labours of Hercules (1943)
- The Merry Wives of Westminster (1946)
- A passing world (1948)
- She Dwelt with Beauty (published posthumously, 1949)
- The Young Hilaire Belloc (New York 1956)